# Elecciones estatales de Kelantan de 2004
Las elecciones estatales de Kelantan de 2004 tuvieron lugar el 21 de marzo del mencionado año con el objetivo de renovar los 45 escaños de la Asamblea Legislativa Estatal, que a su vez investiría a un Menteri Besar (Gobernador o Ministro Principal) para el período 2004-2009, a no ser que se realizaran elecciones adelantas en dicho período. Los comicios, al igual que todas las elecciones estatales de Kelantan menos las de 1978, tuvieron lugar al mismo tiempo que las elecciones federales para el Dewan Rakyat de Malasia a nivel nacional.
Triunfó el Partido Islámico de Malasia (PAS) por cuarta vez consecutiva, apoyado por la coalición Barisan Alternatif (Frente Alternativo) con el Partido de la Justicia Popular (PKR). La victoria del PAS fue, sin embargo, la más ajustada de toda su historia, al lograr 23 escaños contra 22 del Barisan Nasional (Frente Nacional), oficialista a nivel federal y opositor a nivel estatal. En una circunscripción en particular, Kemuning, el BN obtuvo 6.076 votos contra 6.078 del candidato del PAS, lo que significa que de haber obtenido tres votos exactos de más, el oficialismo federal hubiera recuperado el control del estado. El voto popular fue igual de ajustado, con un 50.38% para el BA y un 49.61% para el BN. La participación electoral fue del 80.06%.
Con este resultado, sin embargo, el PAS mantuvo su hegemonía y además Kelantan pasó a ser el único estado no gobernado por el BN. El gobernante Nik Abdul Aziz Nik Mat fue reelegido para su cuarto mandato como Menteri Besar de Kelantan.

## Resultados
|  | 49.57 % |

|  | 51.11 % |

|  | 0.81 % |

|  | 0.00 % |

|  | 50.38 % |

|  | 51.11 % |

|  | 47.86 % |

|  | 48.89 % |

|  | 1.75 % |

|  | 0.00 % |

|  | 49.61 % |

|  | 48.89 % |

|  | 0.01 % |

|  | 0.00 % |

|  | 98.12 % |

|  | 1.61 % |

|  | 0.27 % |

|  | 100.00 % |

|  | 80.06 % |